# Haveluy
 Haveluy  es una población y comuna francesa, en la región de Norte-Paso de Calais, departamento de Norte, en el distrito de Valenciennes y cantón de Denain.

## Demografía
| 4053 | 3998 | 3616 | 3266 | 3046 | 3084 |
| Para los censos de 1962 a 1999 la población legal corresponde a la población sin duplicidades (Fuente: INSEE [Consultar]) |      |      |      |      |      |